# 님바수달뒤쥐
님바수달뒤쥐(Micropotamogale lamottei)는 애기수달뒤쥐의 일종으로 텐렉과에 속한다. 서아프리카 님바 지역의 토착종이다. 피그미수달뒤지로도 알려져 있다. 루웬조리수달뒤쥐와 함께 애기수달뒤쥐속을 구성한다.

## 개요
님바수달뒤쥐의 몸길이는 12-20cm이며, 꼬리 길이는 10-15cm이다. 몸무게는 약 125g이다. 살이 통통한 코와 둥근 머리, 아담한 몸을 갖고 있다. 회색 또는 짙은 갈색을 띠는 털은 길어서 눈과 귀의 대부분을 가린다.

## 생태 및 습성
님바수달뒤쥐는 야행성이며, 반수생동물이다. 주요 서식지는 습지 지역과 작은 강, 고지대의 숲속 냇가 등이다. 얕은 곳을 잠수하거나 강둑을 따라서 물고기나 게, 수생 곤충 등을 잡아먹는다.

## 보전 상태
님바수달뒤쥐는 멸종위기종으로 등록되어 있다. 님바 산 주위의 약 5,000 km 이내에 제한적으로 살고 있다. 경작과 광산 채굴때문에 서식지가 급격히 단편화되고 줄어들고 있다.